# Carol Sutton
Carol Sutton (ur. 29 czerwca 1933, zm. 19 lutego 1985) – amerykańska dziennikarka. 
W 1974 objęła stanowisko głównego edytora w redakcji dziennika The Courier-Journal, ukazującego się w Louisville, w stanie Kentucky. Była pierwszą w historii kobietą, sprawującą takie stanowisko w dużej amerykańskiej gazecie. W 1975 znalazła się w grupie amerykańskich kobiet, które magazyn Time uhonorował tytułem „Człowieka Roku”. W 1976 uhonorowana nagrodą Pulitzera za najlepszą fotografię roku.